# Boston (New York)
Boston város az USA New York államában, Erie megyében. Lakosainak száma 7948 fő (2020. április 1.).

## Népesség
A település népességének változása:

| 2010 | 8 023 |
| 2020 | 7 948 |